# Tabory
Tabory (in russo  Таборы?) è un villaggio dell'oblast' di Sverdlovsk, in Russia; è il centro amministrativo del distretto Taborinskij
Si trova nella Siberia Occidentale sul fiume Tavda alla confluenza del Taborinka, 359 km a nord-est di Ekaterinburg.